# Apóstolos Vakalópoulos
Apóstolos Evangélou Vakalópoulos (grec moderne : Απόστολος Ευαγγέλου Βακαλόπουλος ; 11 août 1909 - 10 juillet 2000) est un historien grec, spécialisé dans l'Empire byzantin, la Grèce ottomane, ainsi que l'histoire de la Grèce contemporaine.

## Biographie
Apóstolos Vakalópoulos naît le 11 août 1909 à Vólos, mais grandit à Thessalonique, où sa famille s'installe en 1914. Diplômé de la faculté de philologie nouvellement créée de l'Université Aristote de Thessalonique, il commence à travailler comme professeur de lycée dans les années 1930.
En 1939, Vakalópoulos termine son doctorat à l'université de Thessalonique, et commence à enseigner à la faculté de philologie de l'université en 1943, avant de devenir professeur en 1951. Vakalópoulos continue à occuper ce même poste jusqu'à sa retraite en 1974.
Vakalópoulos est membre fondateur de la Société d'études macédoniennes en 1939, et maintient une présence permanente au sein de son conseil d'administration. Il est également président de l'Institut d'études balkaniques. Parmi ses nombreuses publications, la plus connue est sa série de huit volumes intitulée Histoire de l'Hellénisme moderne.
Vakalópoulos meurt à Thessalonique le 10 juillet 2000.